# أدب كردي
الأدب الكردي (بالكردية: وێژەی کوردی، Wêjeya Kurdî‏) هو الأدب المكتوب باللغة الكردية. وقد تمت كتابة الأعمال الأدبية الكردية بأربعة لهجات رئيسية وهي زازاكي، غوراني، الكورمانجية والسورانية. ويُعد علي الحريري (1009-1079) من منطقة هكاري من أوائل الشعراء المعروفين الذين كتبوا باللغة الكردية.

## أدب الزازاكي - والغوراني

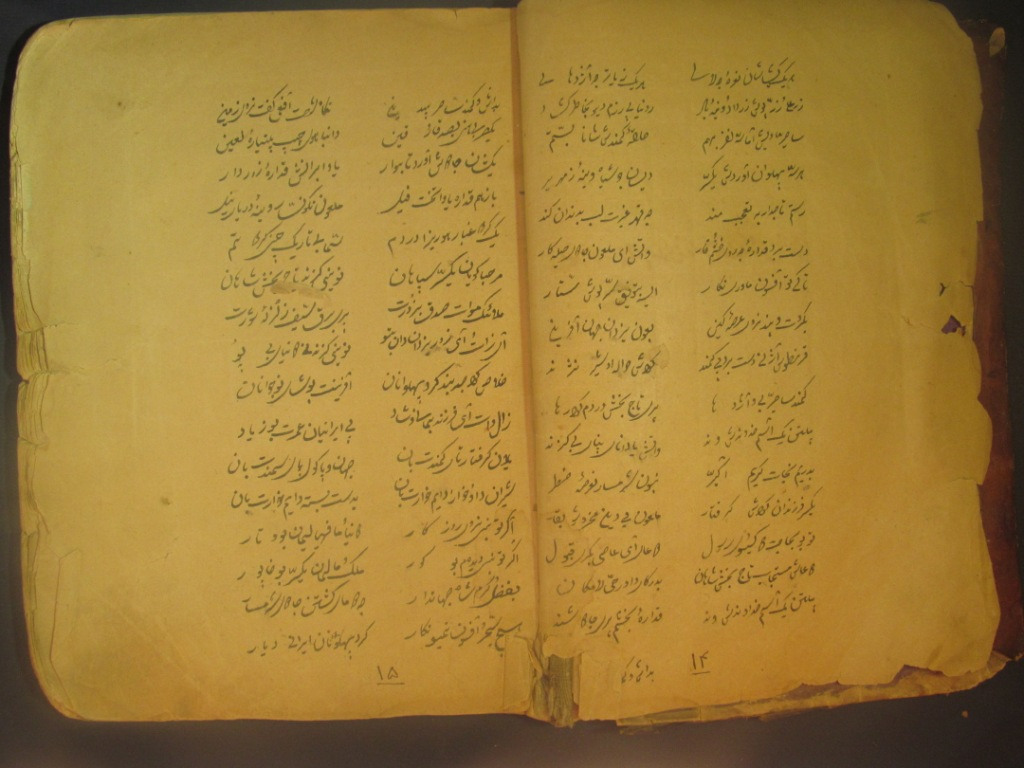
مخطوطة شهنامة كردية من أرشيف لجنة إرث فيجين في مريوان

بعض أقدم النصوص المكتوبة بالكردية هي لهجات الهورامي. أقدم هذه القصائد هي القصائد الكلاسيكية التي تُنسب إلى الشيخ شاليار بن جاماسب، وهو كاهن زرادشتي قديم عاش في منطقة حورمان. يقال أن أعماله تعود إلى عدة قرون قبل المسيح، يعود تاريخها إلى 600 قبل الميلاد. يتم جمع أعماله الأدبية فيما يسمى «المعرفة».
من أوائل الأعمال الأدبية الكردية قصيدة من القرن السابع، كُتب باللهجة الحورماني تُدعى القصيدة هرمزجان، تتحدث عن الفتح الإسلامي. بعض من شعراء وكُتّاب اللغة الغورانية المعروفين ‌هم باريشان ديناواري (توفي عام 1395) ومصطفى بيساراني (1642-1701)، محمد كاندوليي (أواخر القرن السابع عشر)، وخانا قوبادي (1700-1759)، شيدة عورامي (1784  - 1852) ومستورة أردلان (1805-1848). زازاكي وغوراني التي كانوا اللغات الأدبية في كثير من ما يعرف اليوم باسم كردستان العراق، تركيا وإيران، مصنفة كعضو في فرع زازا - غوراني من اللغات الشمالية الغربية الإيرانية.

## أدب الكرمانجي
العمل الديني اليزيدي، «مشيفه رش» هو في شكل كلاسيكي للكُرمَنجي ويُعتقد أنه كتب في وقت ما في القرن الثالث عشر. ومع ذلك، فقد قيل إن العمل كُتب بالفعل في أواخر القرن العشرين من قبل مؤلفين غير إيزيديين يسعون إلى تلخيص معتقدات الإيزيديين في شكل مماثل لتلك الموجودة في الكتب المقدسة للأديان الأخرى.
- سرانجام، كتاب اليارسانية.

جمع الشاعر الكردي محمد فقي طيران (1590-1660) العديد من القصص الشعبية في كتابه «على لسان الحصان الأسود». وكتب أيضًا كتاب من الآية الصوفية، قصة شيخ سانان. كما أجرى فقي مراسلات مؤلفة مع الشاعر ملا جزيري. بعض الشعراء والكتاب الكرمانجيين المشهورين مذكور أدناه.
1. علي الحريري (1009-1079).
2. ملاي حسن باتي (1417–1494) من هكاري، كتب مؤلف مولود، مجموعة شعرية ومختارات.
3. سليم سلمان، مؤلف "Yûsif û Zuleyxa" عام 1586.
4. ملا جزيري (1570–1640) من إمارة بوتان، الشاعر الصوفي الشهير. تحتوي مجموعته الشعرية على أكثر من 2000 بيت.
5. يعتبر أحمد خاني (1651-1707)، مؤلف قصيدة «ممُ زين»، وهي قصيدة طويلة من 2650 مقطوعة، أشهر الشعراء الكُرد الكلاسيكيين.[10]
6. إسماعيل بايزيدي (1654-1710)، مؤلف قاموس كُرمَنجي - عربي - فارسي للأطفال، بعنوان "Guljen".

### مأساة مم وزين
كُتب دراما مَمُ زين (ممي آلان وزيني بوهتان) من قبل أحمد خاني (1651-1707) من هكاري عام 1694، وهي مصدر غني للثقافة والتاريخ والأساطير الكردية. كما يؤكد هذا العمل على التطلعات القومية للشعب الكردي.
مم من عشيرة آلان وزين من عائلة بوهتان. تم حظر نقابتهم من قبل شخص يدعى بكر من عشيرة بكران. يموت مم في النهاية خلال مؤامرة معقدة من قبل بكر. عندما تلقت زين الخبر ماتت هي أيضًا حزينة على وفاة مم على قبره، أدى الحزن الشديد إلى وفاتها ودفنها بجانب مم. سرعان ما انتشر خبر وفاة مم وزين بين أهل جزيرة بوتان. ثم ينكشف دور بكر في المأساة، ويتخذ بين القبر ملاذ، تم القبض عليه وقتله في نهاية المطاف من قبل أهل الجزيرة. سرعان ما تنبت شجيرة شوكة من دم بكر، ترسل جذور الخبث في الأرض بين قبري العاشقين، وتفصل بينهما حتى بعد وفاتهما.

### ملحمة سيامند وخجي
سِيامَند وخَجي (بالكردية: Siyabend û Xecê‏) ملحمة كُرديّة، تحكي قصة حب بين بطلها سيامند سيليفي وعشيقته خجي انتهت في وادي الموت قرب سفوح جبل سيبان الشاهِق Sîpanê Xelatê، كانت بالأساس قصائد غنائية كاتبها مجهول، انتشرت بين الشعب الكردي من كردستان إلى القفقاس. في هذه الملحمة الفلكلورية، تم حتى الآن كتابة ثلاثة كتب من قبل ثلاثة مؤلفين مختلفين.

### الأدب الكورمانجية المعاصر
وقد نشرت أول صحيفة الكورمانجية، بعنوان كردستان، في القاهرة في عام 1898. والأكراد في الاتحاد السوفياتي، على الرغم من أعدادهم الصغيرة، وكان فرصة التعليم الابتدائي والجامعي باللغة الكردية ومنذ عقود عديدة. وهذا بدوره يؤدي إلى ظهور العديد من الكتاب والباحثين من بينهم الكردية. الأعمال الأدبية من Kurdoev وShamilov هي الأمثلة المعروفة جيدا النثر الكردي في القرن 20. تم إنشاء أول أبجدية للغة اللاتينية الحديثة الكردية التي كتبها جلادات علي بادرخان، الشاعر والكاتب الذي هرب الي تركيا في عام1920s، وقضى بقية حياته في سوريا.
منذ 1970s، كانت هناك جهود كبيرة من جانب الأكراد في تركيافي الكتابة وإنشاء أعمال أدبية باللغة الكردية. زادت كمية المواد المطبوعة خلال العقود الثلاثة الماضية بشكل كبير. تركزت العديد من هذه الأنشطة في أوروبا وخاصة السويد وألمانيا، حيث يعيشون العديد من الأكراد المهاجرين. هناك عدد من الناشرين الاكراد في السويد، دعما جزئيا من الحكومة السويدية. وقد ظهرت أكثر من مائتي العناوين الكردية في 1990s. بعض الكتاب الكردية المعاصرة المعروفة من تركيا هي فرات Cewerî، محمد الفاتح اوزون، محمد الفاتح أمين Bozarslan، محمود Baksi، Hesenê ميتي، Abdusamet يجيت، Berken Bereh وRojen Barnas. وإلى جانب هؤلاء الكتاب، هناك جيل جديد التي ظهرت في منتصف 90 وما بعدها، والكتاب والشعراء والمترجمين مثل كاوا نمير، ريناس Jiyan، لال Laleş، إبراهيم Seydo ايدوجان، Yaqob Tilermenî، جيهان روج، ميران Janbar، سينير أوزمين، Ferzan SER، يونس إيروغلو، Dilawer Zeraq، سيدار JIR، عمر Dilsoz، Hemîd Dilbahar، ارجين Öpengin، Gulîzer، لورين S. دوغان، Kovan لسندي، لقمان Ayebe وEhmed Ronîar.
المركز الأكاديمي الرئيسي للأدب الكردي واللغة في أوروبا تساهم المعهد الكردي في باريس (معهد Kurde في باريس) التي تأسست في عام 1983. وهناك عدد كبير من المثقفين الأكراد والكتاب من أوروبا وأمريكا وأستراليا إلى الجهود التي بذلت من قبل معهد إحياء اللغة الكردية والأدب.

## أدب السورانية
وعلى النقيض من الكورمانجية، ظهرت أعمال أدبية في السورانية إلا في أواخر القرن 18 وأوائل القرن 19. كان نالي أول من يكتب الشعر في هذه اللهجة. وكتب حاجي قادر Koyi من كوي سنجق في وسط كردستان (1817-1897)، والشيخ Rezza الطالباني (1835-1909) أيضا في لهجة السورانية بعد نالي. وأشار إلى قربه من اثنين من لهجات السورانية والكورمانجية باعتبارها واحدة من الأسباب التي أدت إلى تأخر البدء في الأدب السورانية، فضلا عن حقيقة أنه خلال 15 إلى القرن 19، كان هناك تقليد أدبي غني باللهجة الكورمانجية.
على الرغم من بدايته المتأخرة، تقدم الأدب السورانية مع الإيقاع السريع، وخاصة خلال أوائل القرن 20 وبعد الاعتراف السورانية كلغة رئيسية الأكراد في العراق. تم ضمان الحقوق اللغوية للأكراد من قبل التعليم البريطاني والمدرسة في التي الكردية بشكل جدي في 1920 في وقت مبكر. وتشير التقديرات إلى أن ما يقرب من 80٪ من الأدب الكردي الحالي في القرن 20 وقد كتب في السورانية لهجة.
زيادة الاتصال مع العالم العربي والعالم الغربي في وقت لاحق أدى إلى حركة الترجمة بين الاكراد في كردستان العراق في أوائل القرن 20. ترجمت العديد من الأعمال الأدبية الكلاسيكية من أوروبا إلى السورانية، بما في ذلك أعمال بوشكين، شيلر، بايرون وامارتين.
الكردية هي واحدة من اللغات الرسمية للعراق وكانت مساعدة الحكومة المركزية دورا أساسيا في دعم نشر الكتب والمجلات باللغة الكردية. في 1970، دعت منظمة تأسست كوري Zaniyarî كردي (الأكاديمية العلمية للأكراد) للدراسات الأكاديمية في اللغة الكردية والأدب. وكان مركزه في بغداد. تم فتح أقسام اللغة الكردية أيضا في بعض الجامعات العراقية بما في ذلك جامعة بغداد، جامعة صلاح الدين وجامعة السليمانية. وتشمل الشعراء السورانية المعروف عبد الله كوران (مؤسس الآية الشعر الحر باللغة الكردية)، شيركو بيكاس، عبد الله Pashew، Qanih. وقد كتب العديد من الكتاب الكردية الروايات والمسرحيات والتحليل الأدبي بما في ذلك Piramerd، علاء الدين Sajadi، إبراهيم أحمد، كريم هيسامي وHejar.there أيضا بعض المعاصرة رواية معروفة واللعب الكتاب مثل Medhit Bexaw، كريم Sharaza، عبد الخالق علاء الدين والدكتور. Ezzadin رسول.

## شعراء وشاعرات كرد
- احمد خاني
- سيدايي تيريج
- جوان قادو
- كاجال أحمد
- سليم بركات

## وصلات خارجية
- PHILIP G. KREYENBROEK, "Kurdish Written Literature", Encyclopedia Iranica
- T. Bois, Kurdish Folklore and Literature, Part VI of Kurds and Kurdistan[وصلة مكسورة], Encyclopaedia of Islam.
- Kurdish Literature, by Prof. Mehrdad R. Izady, Kurdish Academy.
- The Kurdish Language and Literature, By Joyce Blau, Professor of Kurdish language and civilization at the National Institute of Oriental Language and Civilization of the University of Paris (معهد اللغات والحضارات الشرقية بباريس).
- Kurdish Written Literature, By Philip G. Kreyenbroek, Encyclopædia Iranica, Feb. 2005.
- The Kurdish Institute of Paris
- Kurdish Language Academy in Iran
- The Kurdish Language Department, University of Salahaddin
- Kurdish Literature, جامعة كولومبيا
- Index of Kurdish Literature and Authors, Virginia Polytechnic Institute & State University.
- The Anthology of Kurdish Poems
- Links for Kurdish literature, Kurdish Library
- Mem and Zîn or the burning wings of love, Interview with Sandrine Alexie, the translator of Mam and Zin into French.
- Publications of Kurdish Institute of Istanbul
[انحياز]